# Sergueï Dovlatov
Sergueï Donatovitch Dovlatov (en russe : Сергей Донатович Довлатов) est un romancier et nouvelliste soviétique né le 3 septembre 1941 à Oufa et mort le 24 août 1990 à New York.

## Biographie
Dovlatov est né le 3 septembre 1941 à Oufa en république de Bachkirie (URSS), car sa famille avait été évacuée de Léningrad pendant la Seconde Guerre mondiale. Sa mère est arménienne et son père russe avec des origines juives.
Après 1945, il vit avec la famille de sa mère à Léningrad. Dovlatov étudie au département finlandais de l'Université d'État de Leningrad, mais a échoué après deux ans et demi. Il fait son service militaire dans l'Armée rouge comme gardien de prison dans des camps de haute sécurité. Plus tard, il travaille comme journaliste dans divers journaux et magazines à Léningrad, puis comme correspondant à Tallinn du journal Estonie soviétique. Il est aussi guide touristique du musée du domaine familial de Pouchkine à Mikhailovskoye situé près de Pskov.
Dovlatov écrit en prose, mais ses nombreuses tentatives pour se faire publier en Union soviétique échouent. L'ensemble de son premier livre est détruit sur ordre du KGB. En 1976, des nouvelles de Dovlatov sont publiées dans des magazines en langue russe d'Europe occidentale, y compris les magazines Continent et Temps et nous. Il est par la suite expulsé de l'Union des journalistes d'URSS.
Dovlatov émigre en 1978 d'Union soviétique avec sa mère, Nora. Après un passage à Vienne, il vient vivre en 1979 avec sa femme et sa fille à New York, dans le quartier de Forest Hills et devient éditeur adjoint de Novy Amerikanets (ru), un journal libéral de langue russe écrit par des émigrés.
Au milieu des années 1980, Dovlatov gagne en notoriété et ses écrits paraissent dans The New Yorker et dans Partisan Review.
Dovlatov meurt d'une insuffisance cardiaque le 24 août 1990 à New York et est enterré au cimetière du Mont Hébron dans l'arrondissement du Queens.

## Travaux
Sergueï Dovlatov a publié une douzaine de livres aux États-Unis et en Europe pendant ses douze années d'exil. En Union soviétique, ses travaux sont connus par samizdat et par les émissions de Radio Liberty. Après sa mort et la chute de l'Union soviétique, de nombreux recueils de ses nouvelles sont publiés en Russie.

## Critique
Joseph Brodsky a dit de Dovlatov : « Il est le seul écrivain russe dont les œuvres seront lues jusqu'au bout. » et « Ce qui est décisif, c'est le ton que chaque membre d'une société démocratique peut reconnaître : l'individu qui ne se laisse pas enfermer dans le rôle de la victime, qui n'est pas obsédé par ce qui le rend différent. »
Dovlatov et Brodsky sont contemporains, et leur destin, en général, est similaire à bien des égards et tous deux se sont retrouvés en Amérique. Le succès de Brodsky, bien sûr, n'est pas comparable au succès de Dovlatov à l'échelle mondiale - le prix Nobel, etc., mais néanmoins Brodsky était toujours axé sur la poésie anglophone. Dovlatov lui pas du tout. Il ne connaissait pas ou mal la langue anglaise, contrairement à Brodsky. Et pourtant, une fois en Amérique, dans un pays étranger, il a néanmoins publié dans le prestigieux The New Yorker et cela lui a apporté sa renommée auprès des Américains .
Ce sont les goûts du New Yorker qui ont joué un rôle important à cet égard. C'est un magazine élitiste, mais pour une classe moyenne américaine où l'aura démocratique reste, à vrai dire, plus importante qu'en Europe. Et à cet égard, les histoires de Dovlatov correspondaient pleinement à l'orientation du magazine. Le narrateur Dovlatov et les situations qu'il décrit lui-même indiquent qu'une égalité artistique démocratique est possible, et qu'en effet, une personne peut se sentir tout aussi calme ou, au contraire, également agitée, communiquant avec quelqu'un qui n'est rien qu'avec un membre du Parlement. La mentalité américaine diffère en cela de celle de la vieille Europe.
Andreï Arev est un critique littéraire et écrivain de Saint-Pétersbourg, l'un des amis les plus proches de Sergueï Dovlatov. Il est même pris en tant que personnage dans certaines nouvelles de Dovlatov. Ils ont étudié ensemble à la faculté de philologie de l'université de Leningrad. Leur amitié n'a pas été interrompue après l'émigration de Dovlatov aux États-Unis, et c'est grâce à Arev que le "retour" littéraire de Dovlatov dans son pays natal a commencé. En 1989, moins d'un an avant la mort de l'écrivain, le magazine littéraire Leningrad "Zvezda" a publié un de ses récits .
La simplicité et la frugalité de Dovlatov se trouvent en opposition avec la volonté de la classe moyenne russe, dans l'ère post-soviétique, post-communiste des années 1990, de se développer économiquement. Or c'est à cette époque que la popularité de Dovlatov et de ses œuvres ont connu une ascension fulgurante. Pourtant, selon Andreï Arev, Dovlatov n'est pas un être politique, mais il est difficile de dire qu'il est apolitique. Pour Dovlatov, l'homme ne vit qu'avec des passions simples - amour, haine, n'importe quoi, mais pas dans une entreprise collectiviste. La conscience de Dovlatov est absolument anticollectiviste, donc il n'a jamais fait de déclarations politiques, sauf seulement pour défendre un ami qui était en difficulté. Il est en Amérique à ce moment-là, où il peut signer une lettre. Mais en Russie, il n'a pas cherché, par exemple, à signer quoi que ce soit.
Dans les années 1990, ses livres ont déjà commencé à être publiés en Russie. S'il avait vécu, il serait certainement venu en Russie. Arev ne pense pas qu'il serait resté pour y vivre, parce que Dovlatov et sa famille avaient pris racine à New York. New York, contrairement à beaucoup de ses amis, il l'aimait follement. Il aimait l'anonymat de la vie dans une grande ville où l'on pouvait rencontrer n'importe qui et en même temps personne ne le savait .

Dovlatov cite lui-même la critique Inna Solovieva à son propos dans Le Livre invisible. Le Journal invisible : 

« Un don d'observation inexorable arme l'écrivain de puissantes jumelles : il distingue le minuscule dans ses moindres détails, ce qui est grand ne voile pas ses horizons… La position de principe de l'auteur, c'est le refus démonstratif et quelque peu arrogant de tirer des conclusions et d'avoir une morale… Il faut aussi mentionner un style brillant, une tendance à étaler sa brusquerie… »

## Correspondance entre Dovlatov et Efimov
En 2001, la maison d'édition russe Zakharov (en) publie l'ouvrage intitulé « Sergueï Dovlatov - Igor Markovitch Efimov. Roman épistolaire ». Le livre reprend la correspondance entre Dovlatov et Efimov de 1979 à 1989. Plusieurs maisons d'édition auxquelles Efimov s'est adressé ont refusé de publier ce livre à cause d'un problème de droit d'auteur. Dovlatov, de son vivant, était hostile à cette publication de ses lettres, comme il le mentionne dans une de ses lettres à Efimov. La famille de Dovlatov et en premier lieu son épouse, Elena Dovlatova, détient en propriété les droits sur tous les écrits de Dovlatov en vertu des dispositions testamentaires de ce dernier qui par ailleurs renseignent son opposition à la publication des lettres. L'éditeur Zakharov décide de publier la correspondance, arguant que la responsabilité de la maison d'édition devant ses lecteurs est plus grande que celle à l'égard de la famille de Dovlatov. Mais Elena Dovlatova et sa fille Katerina obtiennent d'un tribunal russe l'interdiction de la publication du livre un an après que le tirage ait été réalisé à 15 000 exemplaires. Le tribunal n'a toutefois pas admis l'exigence de Dovlatova de faire détruire tous les exemplaires déjà sortis depuis un an.

## Œuvres
- Le Livre invisible. Le Journal invisible (Невидимая книга, Невидимая газета) - Аnn Arbor: Ardis, 1977. La traduction française de 2017 du Livre invisible suivie du Journal invisible par Christine Zeytounian-Beloüs a reçu une mention spéciale au Prix Russophonie 2018 (Éditions La Baconnière)  (ISBN 2940431647).
- Solo sur Underwood: Notebooks (Соло на ундервуде: Записные книжки) - Paris: Третья волна, 1980.
- Le Compromis (Компромисс) - New York: Серебряный век, 1981. - (traduction Christine Zeytounian-Beloüs) Monaco, Éditions du Rocher (coll. Anatolia), 2005, 224 p.  (ISBN 9782268053981). Réédition La Baconnière, 2023.
- La Zone. Souvenirs d'un gardien de camp (Зона: Записки надзирателя), Genève, Éditions La Baconnière, 2019, 190 p. traduction du russe par Christine Zeytounian-Beloüs,  (ISBN 9782889600083)- Ann Arbor: Эрмит, 1982. Réédition La Baconnière, 2019.
- Le Domaine Pouchkine (Заповедник) (Monaco, Éditions du Rocher (coll. Anatolia), 2004, 156 p.  (ISBN 9782268049175)) : édition originale : Zapovednik (La Réserve) (édition: Аnn Arbor: Эрмитаж, 1983). Réédition La Baconnière, 2022.
- La Marche de l'unique peuple (Марш одиноких) - Holyoke: New England Publishing Co, 1983.
- Le Colonel dit que je t'aime(2002)  Ours (Наши) - Ann Arbor: Ардис, 1983.
- Démarche d'adeptes (Демарш энтузиастов) (coécrit avec Vagrich Bakhchanyan et N. Sagalovskij) - Paris: Синтаксис, 1985.
- Artisanat : une histoire en deux parties (Ремесло: Повесть в двух частях) - Ann Arbor: Ардис, 1985.
- L'Étrangère (Иностранка) - New York: Russica Publishers, 1986. - Monaco, Éditions du Rocher (coll. Anatolia), 2001, 160 p.  (ISBN 9782268038759). Réédition La Baconnière, 2024.
- La Valise  (Чемодан), 1986; rééd. 2001, Monaco, Éditions du Rocher, (coll. Anatolia), 162 p.  (ISBN 978-2268040394). réédition et traduction du russe par Jacques Michaut-Paternò, Genève, Éditions La Baconnière, 2021, 176 p.  (ISBN 9782889600458). Réédition La Baconnière, 2021.
- La Performance (Представление) - New York: Russica Publishers, 1987.
- Brodsky et les autres : la culture russe en portraits et des histoires drôles (Il только Бродский: Русская культура в портретах в анекдотах) (coécrit avec M. Volkova) - New York: Слово - Word, 1990. Traduction Christine Zeytounian-Beloüs aux éditions du Rocher, Monaco,  en français en 2003. Réédition sous le titre Pas seulement Brodsky ; la culture russe en portraits et anecdotes, La Baconnière, 2024.
- Notebooks  (Записные книжки) - New York: Слово, 1990.
- La Filiale (Филиал) - New York: Слово, 1990. Traduction en français par Christine Zeytounian-Beloüs, La Baconnière, 2019  (ISBN 978-2940431984).
- Le Colonel dit que je t'aime, 2002, éditions du Rocher, Monaco.

## Adresses
- Dans les années 1960 et 1970 : appartement communautaire au N°23 de la rue Rubinstein à Léningrad

### Film sur Dovlatov
- Dovlatov (Довлатов), drame biographique russe d'Alexeï Alexeïevitch Guerman, 2018.